# Fast Eddie
Fast Eddie (Duitse titel 'Der moderne Ritter') is een computerspel dat werd ontwikkeld en uitgegeven door Sirius Software. Het spel werd uitgebracht in 1982 voor een aantal homecomputers. De programmeur was Kathy Bradley.
Het platformspel heeft tien items die de speler kan pakken. Als er hiervan negen verzameld zijn, komt een sleutel in beeld. Als men de sleutel pakt, is het level ten einde. Als de speler het tiende item pakt, krijgt hij bonuspunten. Het spel wordt gespeeld binnen één scherm.

## Releases
- Atari 2600 (1982)
- Atari 8-bit (1982)
- Commodore 64 (1982)
- VIC-20 (1982)

## Ontvangst
| Beoordeeld door       | Platform   | Datum           | Score |
| --------------------- | ---------- | --------------- | ----- |
| Tilt                  | Atari 2600 | mei 1983        | 67%   |
| The Video Game Critic | Atari 2600 | 25 januari 2004 | 50%   |